# Granslev Sogn
Granslev Sogn er et sogn i Favrskov Provsti (Århus Stift).
I 1800-tallet var Granslev Sogn anneks til Houlbjerg Sogn. Begge sogne hørte til Houlbjerg Herred i Viborg Amt. Houlbjerg-Granslev sognekommune blev ved kommunalreformen i 1970 indlemmet i Langå Kommune og var to af de sogne herfra, som ved strukturreformen i 2007 indgik i Favrskov Kommune.
I Granslev Sogn ligger Granslev Kirke.
I sognet findes følgende autoriserede stednavne:
- Bidstrup (ejerlav, landbrugsejendom)
- Birkebakkerne (areal)
- Bøstrup Stationsby (bebyggelse)
- Granslev (bebyggelse, ejerlav)
- Granslev Hede (bebyggelse)
- Granslev Å (vandareal)
- Knudstrup (bebyggelse, ejerlav)
- Sønderlund (areal)
- Søndervoer (areal)
- Vrangstrup (bebyggelse, ejerlav)
- Østervoer (areal)